# SBB Ee 922 sorozat
Az SBB Ee 922 egy Bo tengelyelrendezésű, 15 kV 16,7 Hz AC és 25 kV 50 Hz AC áramrendszerű villamosmozdony-sorozat. A 600 kW teljesítményű mozdonyok legnagyobb sebessége 40/100 km/h, áramrendszertől függően. Összesen 25 db-ot gyártottak 2009-ben az SBB részére.